# Теледроид
Теледроид — разрабатываемый научно-производственным объединением «Андроидная техника» экспериментальный робот для проведения работ в открытом космосе, который может управляться как с Земли, так и космонавтами на борту орбитальный станции. Целевая работа «Теледроид» в первую очередь направлена на отработку технологий (в том числе искусственного интеллекта) космической робототехники, необходимой для дальнейшего освоения Луны и Марса.

## Описание изделия
В роботе «Теледроид» будут использованы технологии, опробованные в роботе «Федоре», например, управление роботом с задержками команд, поступающих с Земли. Он будет выглядеть как торс человека без ног, в отличие от «Федора». Планируется, что своей нижней частью робот будет размещен либо на манипуляторе, который обеспечит его перемещение между модулями станции (МКС или РОСС), либо на базовую поверхность. Функционировать робот будет в режиме аватара, копируя движения оператора в специальном костюме (экзоскелете), находящегося на МКС или в Центре управления полетами. Копирующий режим работы будет в приоритете разработки, поскольку сделать автономные системы не представляется возможным из-за дороговизны оборудования на МКС. Некоторые типовые операции робот сможет выполнять самостоятельно. Робот «Теледроид» будет обладать лучшей моторикой, чем человек, поскольку движения робота не будут ограничены перчатками космонавта. Самая главная функция «Теледроида» — помощь космонавту в подготовке его рабочего места перед внекорабельной деятельностью (ВКД) и процедура уборки рабочего места после завершения ВКД. В результате такой подготовки время, которое космонавты будут проводить в открытом космосе, в перспективе сократится с восьми до двух-трех часов.
НПО «Андроидная техника» рассчитывает, что робот сможет проработать на орбите три-четыре года, хотя по техническому заданию должен эксплуатироваться полгода.

## История разработки
- 13 декабря 2016 года генеральный конструктор НПО «Андроидная техника» Алексей Богданов сообщил СМИ, что предприятие планирует создать робота «Теледроид» для работы к открытом космосе[4].
- В 2019 году планировалось, что Теледроид будет запущен в 2022 году к МКС и будет пристыкован на внешней поверхности Научно-энергетического модуля[5].
- Начало 2019 года — подписано техническое задание на создание робота «Теледроид». Предварительный облик «Теледроида» уже определён, окончательный будет ближе к декабрю[6].
- 27 октября 2019 года исполнительный директор НПО «Андроидная техника» Евгений Дудоров ссобщил СМИ, что облик «Теледроида» будет сформирован к марту-апрелю 2020 года. До этого разработчик планирует пообщаться по итогам полета андроида «Федора» с космонавтом Александром Скворцовым. Сборка опытных образцов «Теледроида» должна начаться в 2020 году[7].
- 15 октября 2020 года в пресс-службе НПО «Андроидная техника» сообщили СМИ, что изготовление робота «Теледроид» начнется в начале 2021 года, во второй половине 2021 года уже начнутся испытания первого образца[8].
- 18 октября 2020 года в пресс-службе НПО "Андроидная техника"сообщили СМИ, что предприятие планирует подписать с Роскосмосом контракт на разработку «Теледроида» в конце текущего месяца. На срок согласования ТЗ повлияла пандемия COVID-19[9][10].
- 27 января 2021 года пресс-служба НПО «Андроидная техника» сообщила СМИ, что предприятие приступило к изготовлению робота «Теледроид» 1 декабря 2020 года. Контракт на создание робота с Роскосмосом находится на завершающей стадии, но ещё не подписан. Первый блок работ по проекту состоит из разработки рабочей конструкторской документации и создания нескольких прототипов робота[11].
- 27 марта 2021 года ЦНИИмаш и РКК «Энергия» начали создание первого российского человекоподобного робота «Теледроид», который выйдет в открытый космос. Непосредственно созданием робототехнической системы «Теледроид» будет заниматься НПО «Андроидная техника»[12].
- 11 мая 2021 года пресс-служба НПО «Андроидная техника» распространила сообщение, согласно которому в конце марта был подписан контракт с РКК «Энергия» на создание робототехнического комплекса нового поколения, предназначенного для выхода в открытый космос. Согласование проекта проводилось в течение восьми лет. Проект рассчитан до 2025 года. Первый этап будет завершен в конце февраля 2022 года, результатом станет изготовление опытного изделия научной аппаратуры робота проекта «Теледроид» для первой стадии испытаний. «Теледроид» может быть размещен не на МКС, а на российской служебной орбитальной станции, на внешней её поверхности. Сейчас прорабатывается облик робота-космонавта, его компоненты, протоколы стыковки с МКС[13][14].
- 12 мая 2021 года исполнительный директор НПО «Андроидная техника» Евгений Дудоров сообщил СМИ, что первый полноценный образец «Теледроида» будет готов к 2023 году[15].
- 19 мая 2021 года пресс-служба НПО «Андроидная техника» сообщила СМИ, что окончательный облик «Теледроида» будет утвержден в период с 2022 года по 2023 год, после того как будут получены и утверждены полностью все комплектующие и компоненты, которые будут входить в состав робота[16].

- 28 октября 2021 года представитель Центра подготовки космонавтов на полях 72-го Международного астронавтического конгресса в Дубае сообщил СМИ, что «Теледроид» сможет работать как внутри, так и снаружи МКС[17].
- 11 января 2022 года исполнительный директор НПО «Андроидная техника» Евгений Дудоров сообщил СМИ, что «Теледроид» будет изготовлен в конце 2022 года, далее ему предстоит ряд наземных испытаний в условиях, приближенных к космическим, но без учёта факторов космического полёта. При этом Дудоров отметил, что «Теледроид» — это название не самого робота, а проекта. Когда он будет готов, то, возможно, получит название FEDOR-2 в честь своего предшественника «Федора»[18].
- 21 декабря 2022 года пресс служба НПО «Андроидная техника» сообщила, что на данный момент полностью разработан робот и задающее устройство копирующего типа, с помощью которого будет производиться управление "Теледроидом"[19].

### Ожидаемые события
- 2023 год — появление действующего образца «Теледроида» для испытаний на вибростенде, электромагнитную совместимость и других проверок.
- IV квартал 2023 года — завершение изготовления опытных образцов.
- 2024 год — наземная отработка «Теледроида» длительностью около года перед его отправкой на МКС совместно специалистами НПО «Андроидная техника», специалистами ракетно-космической отрасли и космонавтами[20].
- 2024 год — вывод на орбиту «Теледроида»[21].